# Titularbistum Cufruta
Cufruta ist ein Titularbistum der römisch-katholischen Kirche.
Es geht zurück auf einen untergegangenen Bischofssitz in der gleichnamigen antiken Stadt, die in der römischen Provinz Byzacena (heute Sahelregion Tunesiens) lag.
| Titularbischöfe von Cufruta |                          |                                               |                  |                   |
| Nr.                         | Name                     | Amt                                           | von              | bis               |
| 1                           | Stanislaus Joseph Brzana | Weihbischof in Buffalo (USA)                  | 24. Mai 1964     | 22. Oktober 1968  |
| 2                           | József Kacziba           | Apostolischer Administrator von Győr (Ungarn) | 10. Januar 1969  | 31. August 1989   |
| 3                           | Tadeusz Pieronek         | Weihbischof in Sosnowiec (Polen)              | 25. März 1992    | 27. Dezember 2018 |
| 4                           | Arkadiusz Okroj          | Weihbischof in Pelplin (Polen)                | 12. Februar 2019 | 5. April 2025     |